# Sérgio Menezes
Sérgio Menezes, född 27 april 1965, är en friidrottare från Brasilien. Han deltog vid olympiska sommarspelen 1988 och olympiska sommarspelen 1952.